# Lego Technic
Lego Technic  er en produktlinje produceret af den danske legetøjskoncern LEGO. Formålet med serien er at kunne bygge mere avancerede modeller med komplekse tekniske funktioner, til forskel fra de simplere legoklodser, der indgår i normale sæt.
Konceptet blev introduceret som Expert Builder og hed oprindeligt Technical Sets i 1977, og fik navnet Technic i 1984.
Technic-sæt er ofte karakteriseret af specialklodser som gear, aksler og tandhjul. Andre specialklodser inkluderer bjælker og plader med huller i, der gør at aksler kan monteres igennem. Nogle Lego Technic-sæt har inkluderet pneumatic-dele eller elektriske motorer, der kan få modellerne til at bevæge sig. I nyere tid er mange Technic-klodser begyndt at indgå i andre temaer som bl.a. BIONICLE (der tidligere blev solgt som en del af Technic-serien).
Sættene i Lego Technic er typisk teknisk orienterede og inkluderer biler, fly, rumfærger, skibe, gravemaskine, lastbiler, kraner og traktorer. Modellerne inkluderer også kopier af virkelige fartøjer som bl.a. Mercedes-Benz' Unimog, Bugatti Chiron, Porsche 911 GT3 RS, Ferrari F1 og Enzo, Ferrari 599 GTB Fiorano samt flere maskiner fra Volvo som en konceptgravemaskine kaldet ZEUX, en gravemaskine L350F og EW160E.
Stilen i temaet har ændret sig i løbet af årene. Sæt produceret efter 2000 benytter typisk en anden konstruktionsmetode end tidligere, idet man anvender "knopløs konstruktion" (knopperne er den cirkulære del øverst på legoklodser). Denne metode bruger typisk bjælker og pins i stedet for Technic-klodser.
Mindstorms, en produktlinje med robotter, benytter også et stort antal dele fra Lego Technic, selvom det bliver solgt som sin egen serie. Den seneste generation af Mindstorms, Mindstorms EV3 fra september 2013, samt Mindstorms NXT (fra august 2006) er også baseret på den knopløse konstruktionsmetode.